# Северный (Рыбинск)
У этого топонима есть и другие значения, см. Северный.
Северный — микрорайон в городе Рыбинске Ярославской области. Часто называется также Северным посёлком.

## Расположение
Микрорайон расположен к северо-западу от городского центра, севернее ПАО «ОДК - Сатурн». Ограничен проспектом Ленина с юга и Волгой с севера; от центрального района на востоке отделён улицей Свободы; на западе упирается в Тоговщинскую промзону (приблизительная граница — улицы Новая и Танкистов). Длина в направлении север-юг 1 км, запад-восток — 1,9 км (вдоль проспекта Ленина). Часто под «Северным» подразумевается более ограниченная территория — от ул. Глеба Успенского до ул. Новой; территорию от ул. Глеба Успенского до ул. Свободы нередко относят к центру. Юго-западная часть от бассейна до перекрёстка проспекта Ленина с улицей Танкистов носит название «ДСК», по существовавшему до 1990-х годов домостроительному комбинату и одноимённой остановке общественного транспорта.

## История
В 1930-е годы к северу от моторостроительного завода (сейчас ПАО «ОДК - Сатурн») возник рабочий посёлок «Северный» (примерно от улицы Рапова (до 1989 г. Жданова) до ул. академика Губкина). Название посёлок получил от своего местоположения — к северу от завода. Так как моторостроительный завод был крупным индустриальным объектом с военным значением, то наряду с типовыми деревянными бараками в посёлке велось и капитальное строительство многоквартирных домов и объектов социальной инфраструктуры.
В годы Великой Отечественной войны посёлок подвергался бомбардировкам немецкой авиации и заметно пострадал. Часть домов была разрушена, были значительные жертвы среди населения.
После войны рабочий посёлок «Северный» восстанавливается и застраивается. Бараки были снесены и район получил современную планировку. Севернее улицы Губкина возникает шлакоблочный посёлок катерозавода (сейчас ОАО ССЗ «Вымпел»), несколько позднее возводятся дома строительного треста № 16. Основным типом застройки становится широко распространённая в послевоенный период малоэтажная застройка. В это время отдельные посёлки сливаются в один микрорайон, который и стал называться «Северный».
Формирование основного облика «Северного» заканчивается в середине 1960-х типовыми кирпичными хрущёвками. Среди них — жилые дома для работников судостроительного завода «Вымпел», строительного треста № 16, моторостроительного завода и РКБМ (конструкторского бюро моторостроения).
По генплану 1979 года планировался снос всей двухэтажной застройки. На её месте должны были быть возведены многоэтажные дома высотой от 5 до 12 этажей. По новому генплану, принятому в 2008 году, снос малоэтажной застройки не планируется. Разработчик генерального плана Рыбинска — Российский институт градостроительства и инвестиционного развития «Гипрогор» — назвал посёлок ГЭС и Северный микрорайон памятниками советской эпохи и рекомендовал сохранять их в полной неприкосновенности.

## Застройка

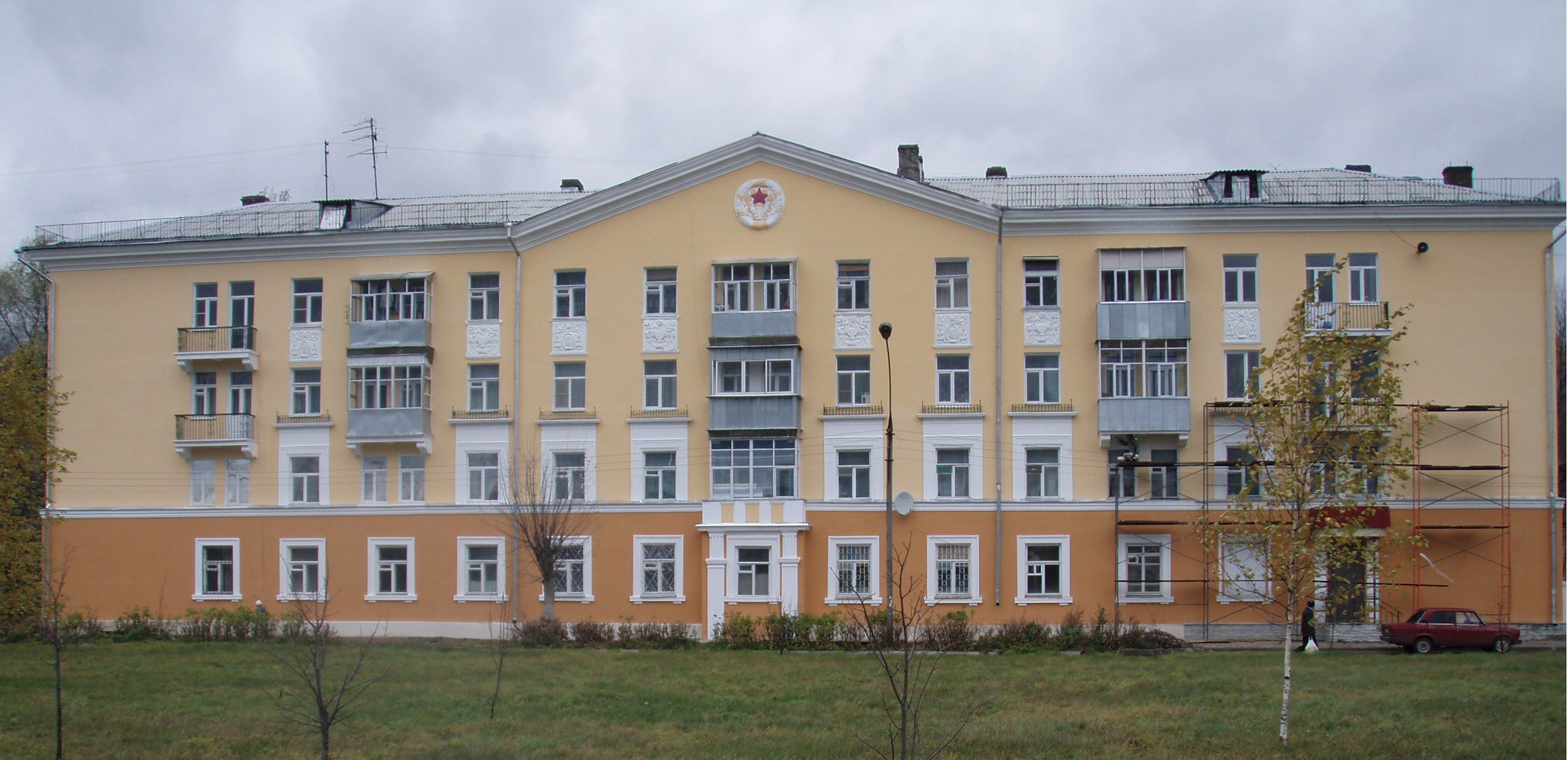
Сталинка на улице Рапова

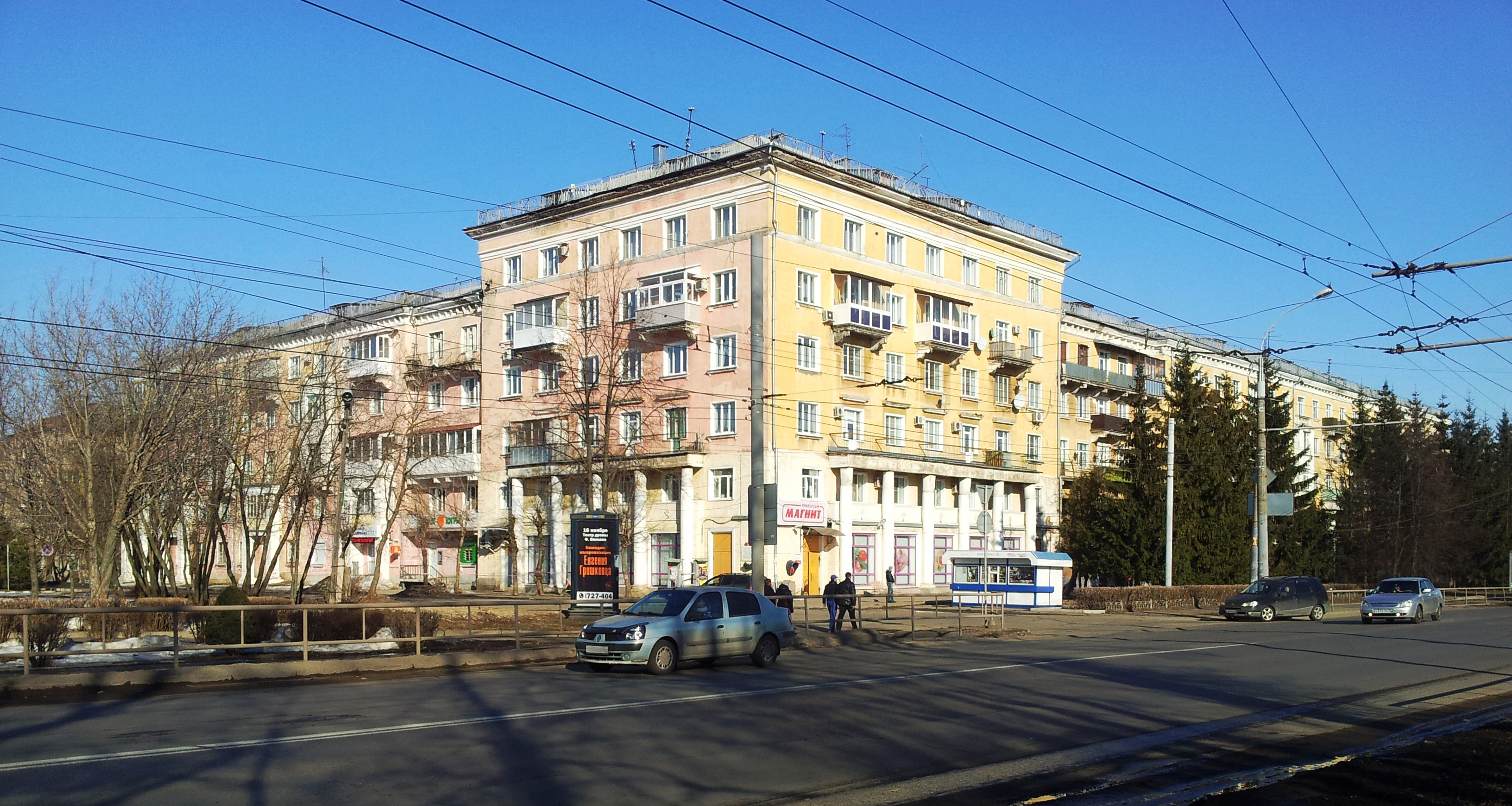
6-этажный сталинский дом на проспекте Ленина, 146 в Рыбинске

Микрорайон имеет в основном прямоугольную планировку, сформированную в послевоенное время. Одни улицы параллельны главной городской магистрали — проспекту Ленина, другие — перпендикулярны. В отличие от более поздних по застройке жилых микрорайонов, «Северный» не представляет собой крупный однородный жилой массив, а делится на прямоугольные кварталы внутренними улицами.
«Северный» — один из рыбинских микрорайонов (в отличие от построенных за короткий срок «Скомороховой горы» или «Веретье-1»), имеющих застройку всех периодов, начиная с 1930-х гг. В нём широко представлены довоенные и послевоенные сталинские здания.

### 1934—1941 годы
В 1934 — 1941 годах в рабочем посёлке «Северный» строились многоквартирные жилые дома для работников моторостроительного завода. Всего было построено 10 домов по улице Рапова и 6 домов в начале улицы Баженова. Внутренняя планировка домов была типичной для того времени — по две многокомнатных квартиры на площадке, рассчитанные на коммунальное заселение. Для 1930-х дома были достаточно благоустроенными: в них имелись водопровод, канализация, центральное отопление, в части домов — ванны и центральная горячая вода. Дома исполнены в архитектурных стилях конструктивизма и постконструктивизма, в планировке кварталов применена типичная для конструктивизма строчная застройка параллельными рядами. В конце 1980-х — начале 1990-х часть коммунальных квартир была расселена, а дома подвергнуты капитальному ремонту с перепланировкой.
В аналогичных стилях исполнены и здания общественного назначения: поликлиника № 1, школа № 33 (сейчас № 10) по типовому проекту Джуса-Даниленко, общественная баня и здание Дворца культуры моторостроителей (сейчас клубный комплекс «Авиатор»). Автором последнего был Яков Корнфельд.

### Послевоенный период
В послевоенное время между проспектом Ленина и Молодёжной улицей велась застройка многоэтажными домами в сталинском стиле. Застройка велась по периметру кварталов со свободными проходами и проездами между домами. Применялось повторное воспроизведение проекта для формирования ансамблевого решения. Высота большинства домов составляет 4 этажа.
На проспекте Ленина в 1947—1948 годах был выстроен первый в Рыбинске дом с лифтом высотой 6 этажей. Дом имеет адрес проспект Ленина, 146 и представляет собой классическую сталинку «номенклатурного» типа с лепниной, колоннами, высокими потолками и полнометражными квартирами. В советское время дом считался элитным и в нём жили многие известные в Рыбинске люди.
Севернее Молодёжной улицы велась более простая малоэтажная застройка, характерная для послевоенного периода и возводимая, в том числе, военнопленными немцами. Она представлена двухэтажными кирпичными и шлакоблочными домами типовых серий 1-204, 1-225 и 1-230. Двухэтажными домами застроены основная часть улицы Зои Космодемьянской и кварталы между ней и улицей Баженова. Строительство двухэтажных домов велось вплоть до 1958 года.
В 1955—1958 годах в «Северном» были возведены несколько поздних упрощённых сталинских домов, построенных после начала борьбы с «излишествами». Дома сохраняют сталинскую планировку, но лишены декора и, в ряде случаев, штукатурки, а в их конструкции использованы промышленные плиты для балконов и перекрытий.
Послевоенные сталинские дома микрорайона оснащены всеми удобствами и ваннами. Для приготовления пищи дома оборудовались дровяными плитами, а для нагрева воды — дровяными водогрейными колонками, поскольку в городе отсутствовал магистральный газ. Для хранения дров во дворах сооружались дровяные сараи, окончательно снесённые к 2010 году.
Центральная ось сталинской застройки — улица Зои Космодемьянской, перпендикулярная проспекту Ленина. Ближе к проспекту находятся основательные четырёх-пятиэтажные здания, дальше — более простые кирпичные и шлакоблочные двухэтажные дома.

### Конец 1950-х — наши дни

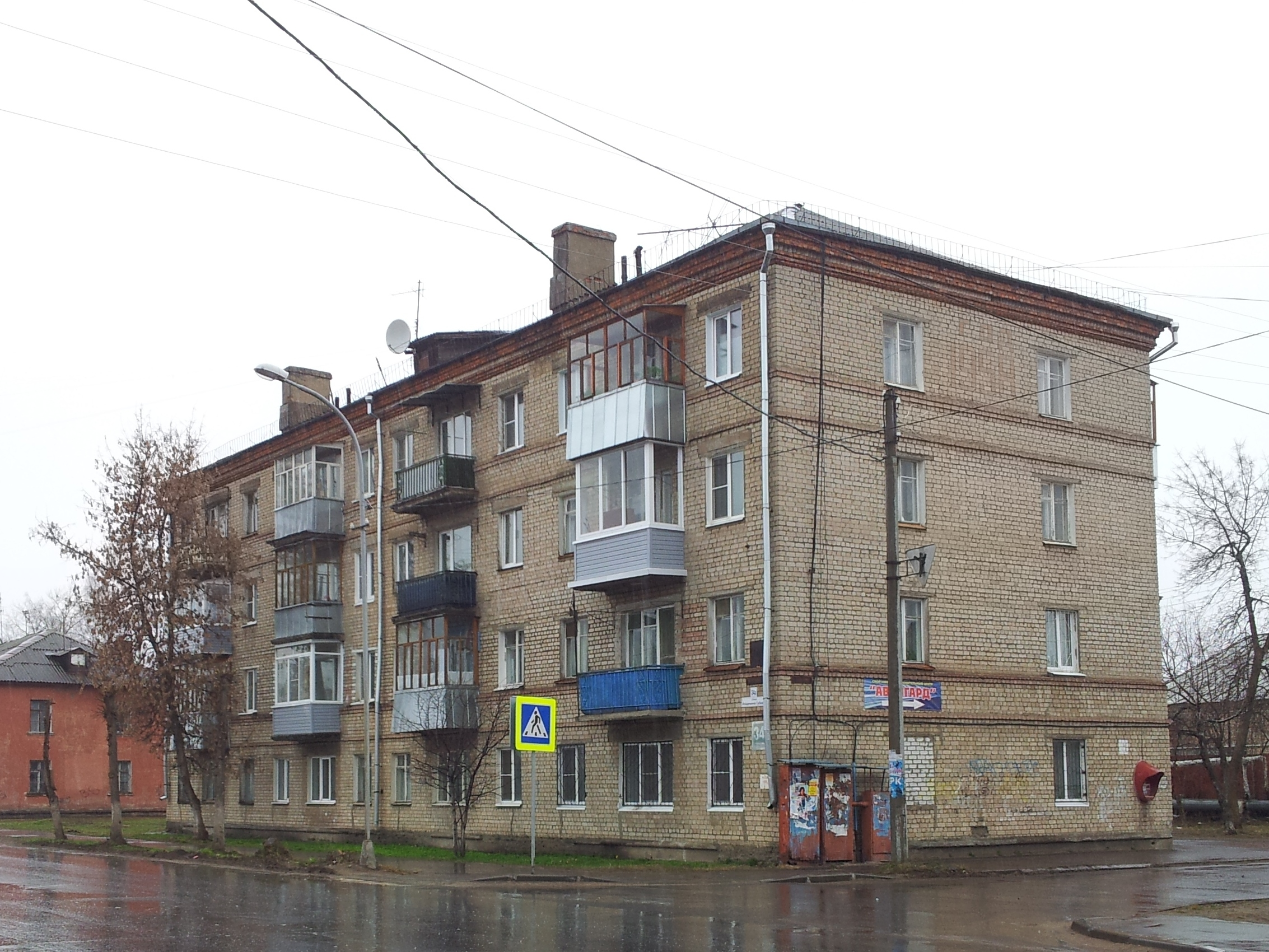
Одна из первых рыбинских хрущёвок на улице академика Губкина. Серия дома 1-447. Год постройки (1958) выложен розовым кирпичом на торце между окнами 4 этажа

После начала борьбы с «архитектурными излишествами» застройка района велась по типовым советским проектам и мало отличалась от застройки других районов Рыбинска.
Значительную долю среди жилых домов составляют кирпичные хрущёвки серии 1-447, которые строились с 1958 года. В основном это дома высотой 5 этажей, также имеются варианты домов высотой 3-4 этажа или без балконов. Присутствуют трёхэтажные дома серии 1-442 без ванн. Панельных хрущёвок в микрорайоне нет.
В конце 1960-х и 1970-е в «Северном» была проведена газификация жилых домов: дровяные печи в сталинских домах и хрущёвках ликвидировались, на кухнях устанавливались газовые плиты и газовые колонки, дома моторостроительного завода подключались к центральному горячему водоснабжению.
В небольших количествах присутствуют брежневские девятиэтажки (серии 1-528КП-41, 1-447С-47/48/49, 1р-447С-26), общежития, малосемейки и дома «новой планировки», построенные с конца 1970-х до начала 1990-х: серии 111-121, 111-101. Самые высокие здания микрорайона располагаются на набережной Волги возле ДК «Вымпел». Это три двенадцатиэтажных кирпичных дома башенного типа: дом серии 1-447С и два дома с малометражными квартирами. Ещё одно 12-этажное здание находится возле дворца спорта «Полёт» и представляет собой общежитие.

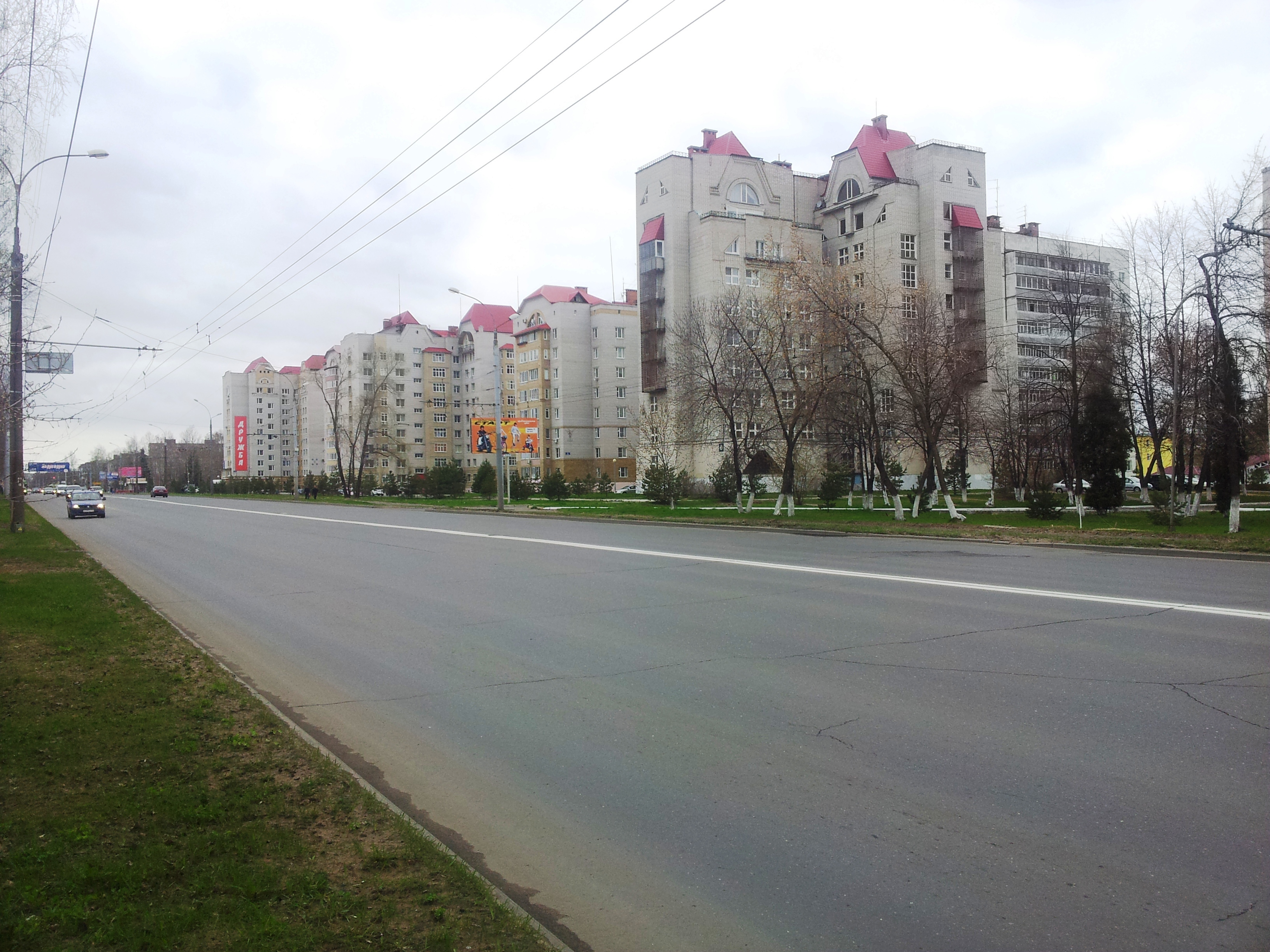
Жилой комплекс «Красные шапочки» на проспекте Ленина

С конца 1990-х по 2013 год на проспекте Ленина между улицами Зои Космодемьянской и Новая, были построены новые многоэтажные кирпичные жилые дома бизнес-класса (5 башенных и 1 многосекционный). В народе этот жилой комплекс получил прозвища «Ласточкино гнездо» (по фамилии Юрия Ласточкина) или «Красные шапочки» (по цвету крыш).
С 2011 года в микрорайоне ведётся строительство домов средней этажности высотой от 3 до 7 (преимущественно 5) этажей. Построены комплекс домов на Волжской набережной (дома №№ 203-209) и комплекс на улице академика Губкина, 35, а также несколько домов по принципу точечной застройки. С 2022 года на набережной Волги строится жилой комплекс «Новая Волга» с апарт-отелем.
Разнообразие типов жилья приводит к тому, что стоимость квартир варьируется в 8-10 раз. Дороже всего стоят квартиры в новых домах бизнес-класса. Высоко ценятся сталинки, расположенные недалеко от проспекта Ленина. В то же время, хрущёвки и брежневки, удалённые от проспекта, стоят относительно недорого.

### Коммунальная сфера
Жилые дома, расположенные между улицей Губкина и проспектом Ленина, а также группа домов на улице Молодогвардейцев, строились для работников моторостроительного завода. Эти дома подключены к котельной ПАО «ОДК - Сатурн» и оборудованы центральным горячим водоснабжением.
Жилые дома, расположенные севернее улицы Губкина, строились для работников судостроительного завода «Вымпел» и строительного треста № 16. Эти дома отапливаются котельной «Поток» МУП «Теплоэнерго», расположенной на территории завода «Вымпел». Центральным горячим водоснабжением обеспечена группа домов высотой 9-12 этажей на улице Кораблестроителей; также существует 5 домов с горячим водоснабжением, отключаемым на весь межотопительный период. Остальные жилые дома не имеют горячей воды и оборудованы газовыми колонками.
Дома, построенные после 2011 года, преимущественно оборудованы автономным отоплением и горячим водоснабжением с использованием поквартирных газовых котлов.

## Административные учреждения
В микрорайоне располагаются здание Рыбинского пенсионного фонда, 2 здания Рыбинского городского суда.
На улице Братьев Орловых располагается администрация Рыбинского района.

## Инфраструктура

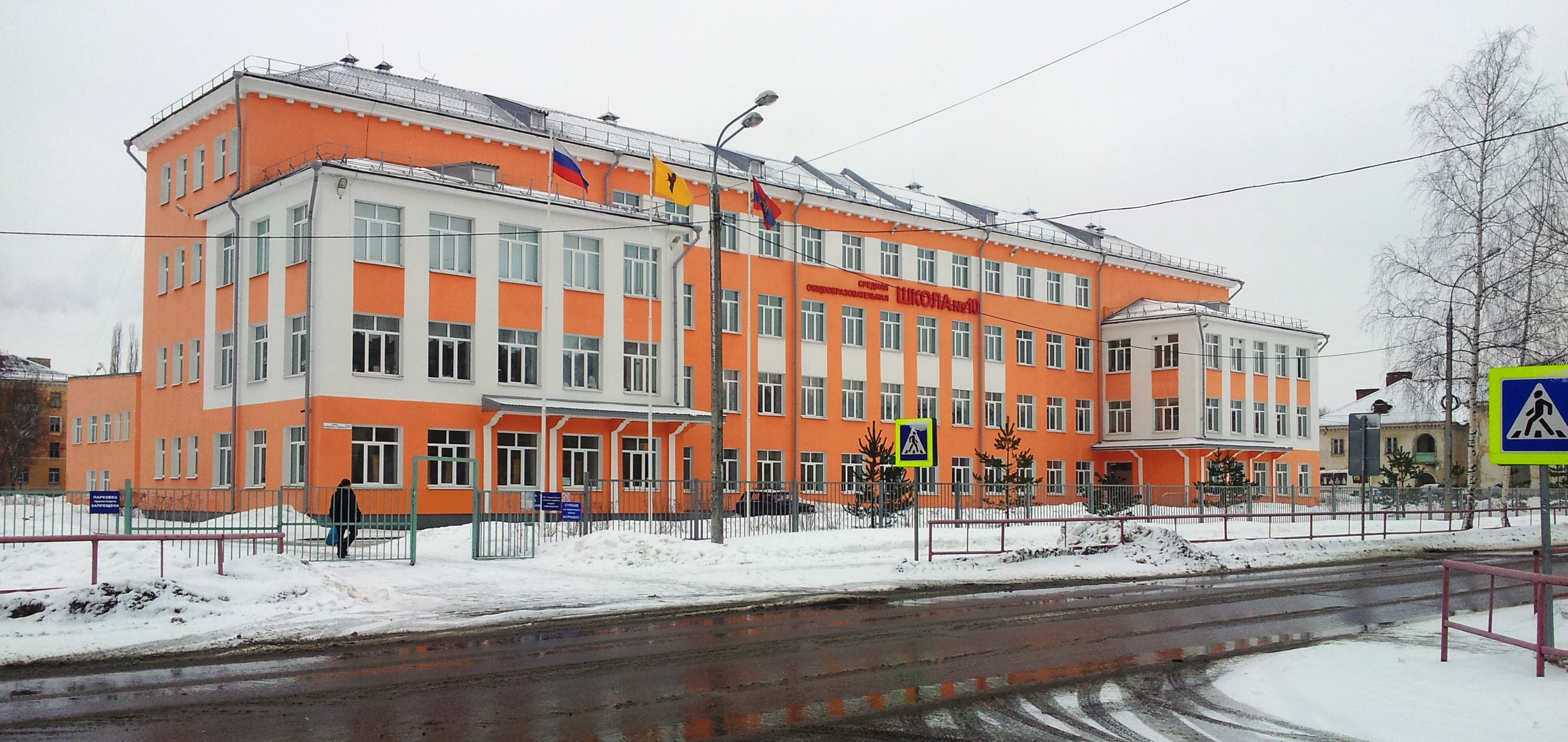
Школа № 10 в Северном микрорайоне Рыбинска. Здание довоенной постройки, самая старая школа в микрорайоне. Капитально отремонтирована в 2011 году

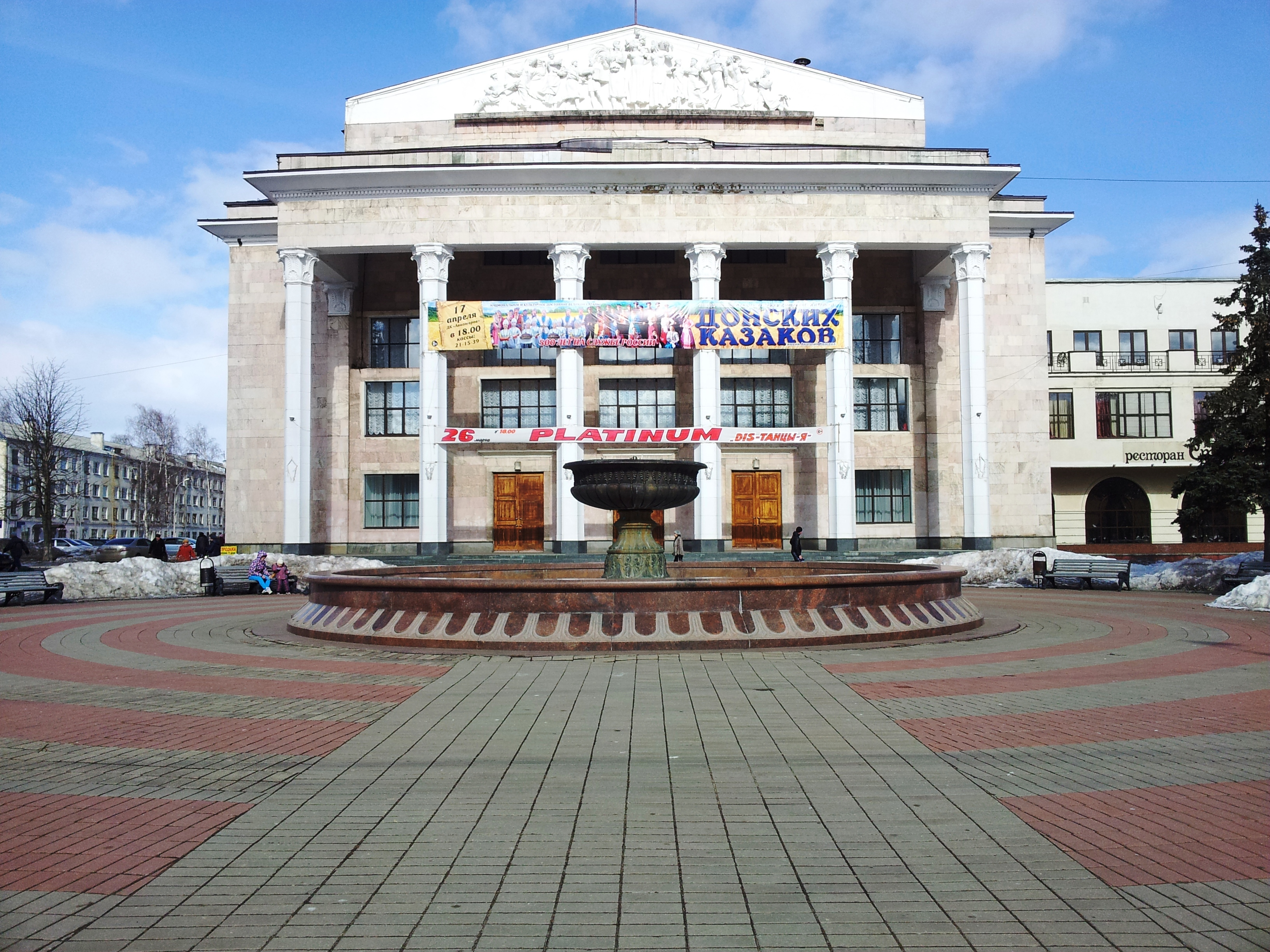
Клубный комплекс «Авиатор», бывший Дворец культуры моторостроительного завода. Главный вход

Микрорайон «Северный» имеет развитую инфраструктуру:
- Четыре школы — № 21, 43, 10 (занимающая здание бывшей школы № 33) и № 3 (занимающая бывшее здание школы № 10).
- 8 детских садов — № 51, 69, 5, 1, 46, 71, 26, 74;
- Две детские юношеские спортивные школы: № 5 в здании бывшего детского сада и № 6 на стадионе «Авангард»;
- Поликлиника № 1 и поликлиника городской больницы № 6;
- Учреждения культуры — клубный комплекс «Авиатор», дворец культуры «Вымпел»;
- Спортивные объекты — стадионы «Сатурн» и «Авангард», дворец спорта «Полёт», плавательный бассейн «Сатурн».

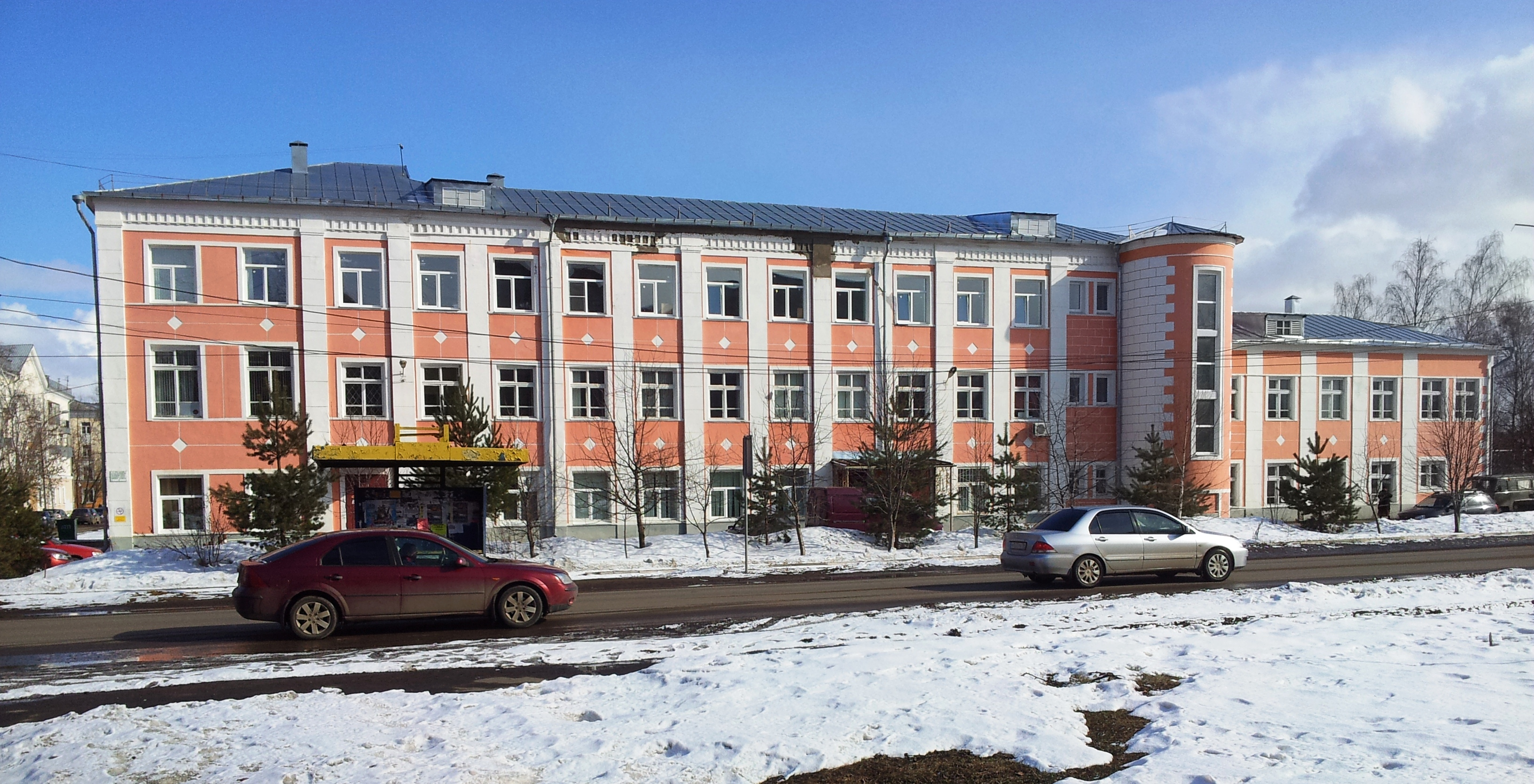
Поликлиника № 1 со взрослым (трёхэтажная левая часть) и детским (правая двухэтажная часть) отделениями. В годы ВОВ в здании находился эвакуационный госпиталь

Торговля представлена продуктовыми универсамами сетей «Дружба», «Магнит», «Дикси», «Пятёрочка», «Высшая лига» и другими магазинами. На границе с микрорайоном, в Тоговщинской промзоне, располагается крупный торгово-складской комплекс «Авангард». На перекрёстке проспекта Ленина и улицы Зои Космодемьянской — торговый центр «Новосёлки» и общественная баня.
Возле перекрёстка проспекта Ленина и улицы Лизы Чайкиной расположено предприятие быстрого питания «Вкусно — и точка» (до 2022 года «МакДоналдс»).
В микрорайоне работают отделения Сбербанка и Новикомбанка.
Напротив дворца спорта «Полёт» расположена трёхзвёздочная гостиница «ЮрЛа».

## Транспорт
Микрорайон прилегает к проспекту Ленина — основной городской магистрали, по которой проходят множество автобусных (№ 1, 3, 6, 9, 12, 16, 33, 101, 111, маршрутные такси № 8т, 16т)
и троллейбусных (№ 1, 6) маршрутов Рыбинска, связывающих «Северный» со всеми районами города. Заход в глубину микрорайона производят автобусы № 3 и № 6, отличающиеся большими интервалами хождения (особенно маршрут № 6, охватывающий весь микрорайон).
После строительства автодороги-связки от д/с «Полёт» до стадиона «Сатурн», соединившей улицы Волжская набережная и академика Губкина, через микрорайон проходит магистраль — дублёр улиц Крестовая и Герцена, проспектов Ленина и Серова. Маршрут включает в себя улицы Волжская набережная, академика Губкина, Большая Тоговщинская и Катерская. Дорога позволяет быстро доехать из центра от Рыбинского моста до «Северного», Тоговщинской промзоны, микрорайонов Прибрежный и Веретье-1. В последнее время скорость движения в сторону моста замедлилась из-за установки новых светофоров на Волжской набережной и улице академика Губкина.

## Достопримечательности
На берегу Волги возле дворца культуры «Вымпел» расположен памятник Зое Космодемьянской. Памятник находится в створе улицы, названной её именем.
Рядом расположен воинский мемориал рыбинским судостроителям, погибшим в годы Второй мировой войны. Он представляет собой катер (тип А проекта 78) на высоком постаменте с бортовым номером 2809. Возле памятника расположены мемориальные доски из природного камня с перечислением фамилий погибших.
В парковой зоне на проспекте Ленина (между центральными проходными ПАО «ОДК - Сатурн» и ДК «Авиатор») расположены: памятник генерал-лейтенанту Ф. М. Харитонову, памятник конструктору авиационных двигателей П. А. Соловьёву и монумент «Эра космоса». 14 октября 2022 года была открыта Аллея Павла Соловьёва с макетами двигателей Д-30КП и ПС-90, расположенными по обе стороны от памятника их конструктору.

## Проблемы
Значительная часть жилых домов микрорайона — старой постройки и требует ремонта. Многие дворовые территории плохо освещены и не благоустроены: разбито дорожное покрытие, отсутствуют или разрушены детские площадки, не заасфальтированы пешеходные дорожки. Во дворах не хватает парковочных мест для автомобилей, хотя из-за невысокой плотности застройки эта проблема стоит менее остро, чем в других районах Рыбинска.
«Северный» считался микрорайоном с высоким уровнем преступности. Он был обусловлен неоднородностью социального состава жителей. В микрорайоне было много коммунальных квартир, расположенных в сталинских домах. Близость микрорайона к центру города, развитая инфраструктура и транспорт, качественный жилой фонд (сталинские дома с широкими возможностями перепланировки) привели к постепенному обновлению населения. Многие коммуналки расселились и превратились в отдельные полнометражные квартиры с высокой стоимостью. В настоящее время уровень преступности здесь не превышает уровень в других районах города.

## Фотогалерея

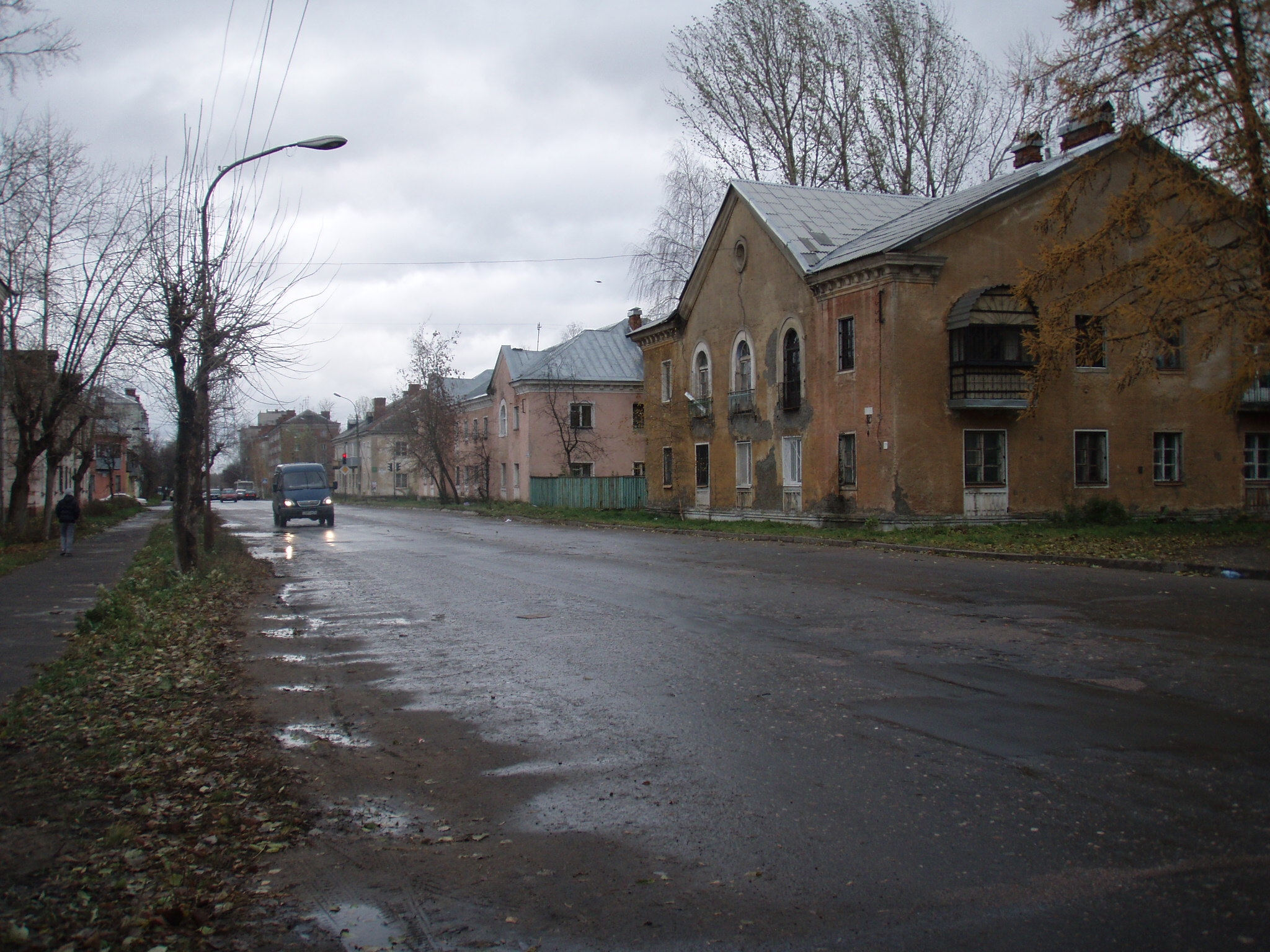
Улица академика Губкина
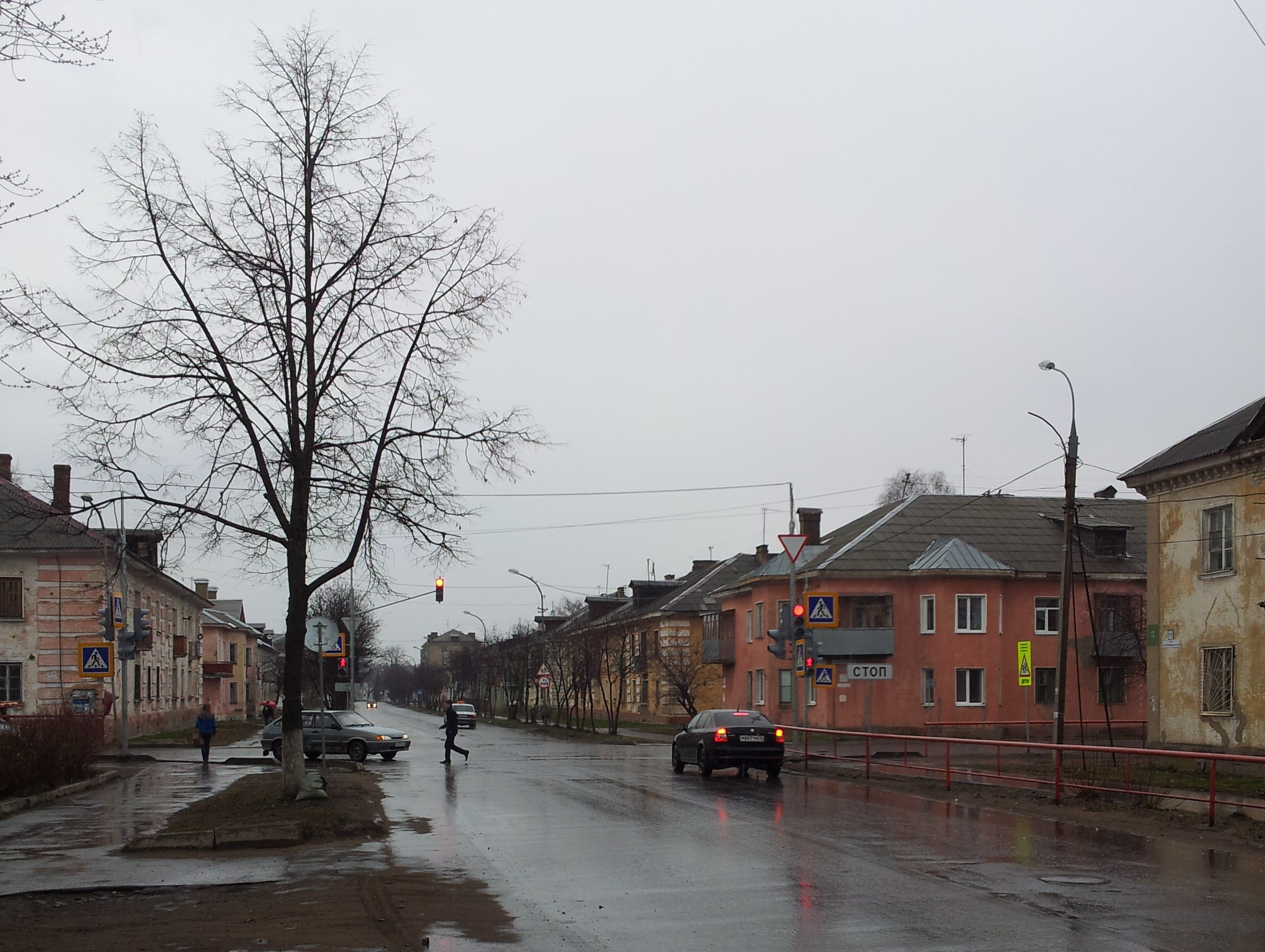
Перекрёсток улиц Зои Космодемьянской и Губкина: вид в направлении Волги